# Rue Henri-IV (Lyon)
Pour les articles homonymes, voir Rue Henri-IV.
La rue Henri-IV est une rue du 2e arrondissement de Lyon dans le quartier d'Ainay sur la Presqu'île, d'orientation nord-sud. Au Nord, elle commence à l’angle de la place Ampère et de la rue Bourgelat, en prolongement de la rue d’Auvergne ; au Sud, elle se termine sur la place Carnot à l’angle de la rue de Condé.
Elle comporte, à son extrémité Nord, une place piétonne arborée, la place Ampère qui a donné le nom à la station de métro qu'elle dessert, Ampère - Victor Hugo.

## Origine du nom
La rue est dédiée à Henri IV (1553-1610), roi de France. Ce nom est attesté en 1821. Cette voie a brièvement été dénommée rue de l'Espérance en 1848, avant de reprendre le nom d'Henri IV le 21 novembre 1849 (délibération municipale).

## Histoire

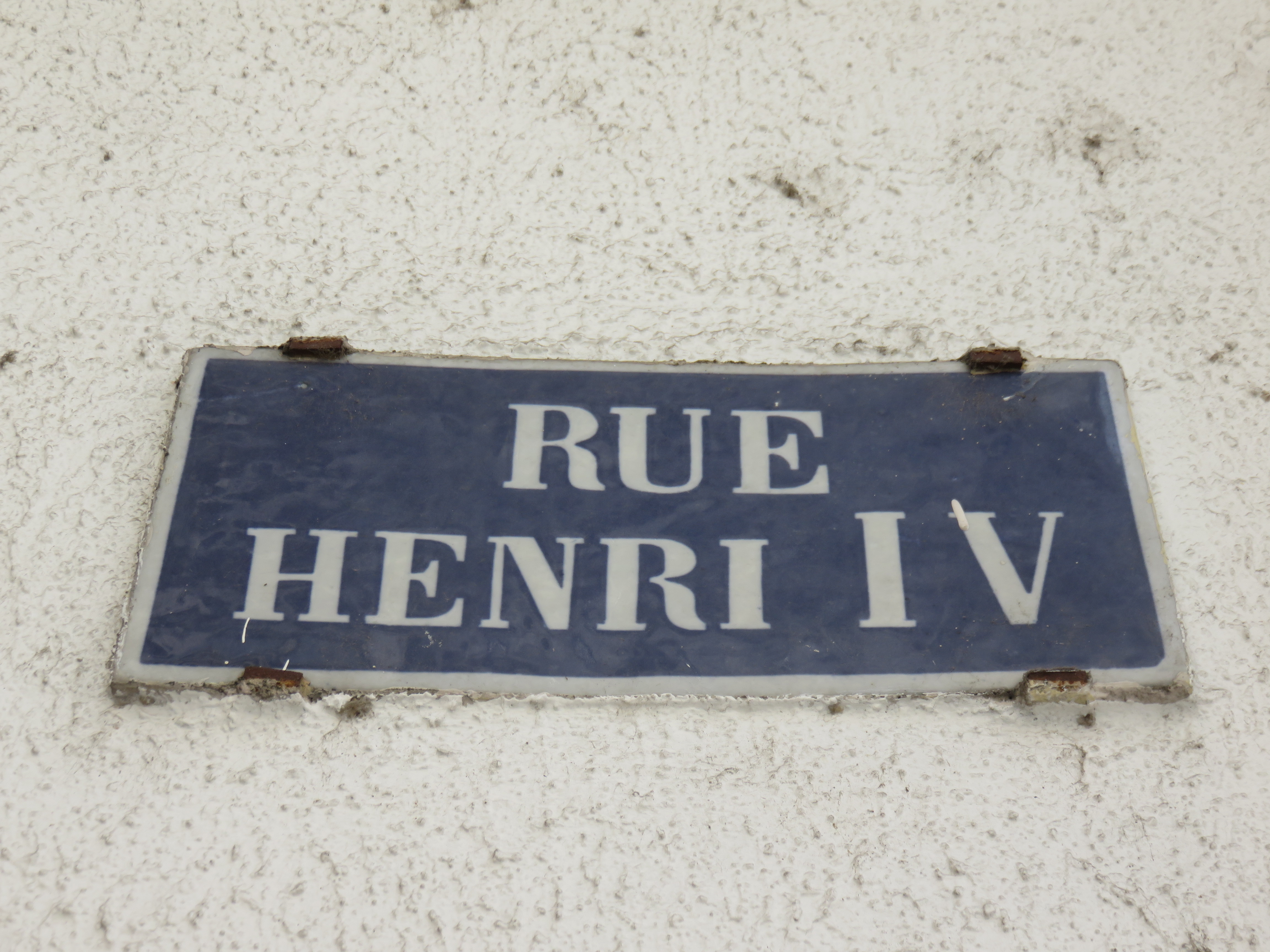
Plaque de la rue.

La rue fut créée au XIXe siècle pour prolonger la rue d'Auvergne vers la place Carnot. L'ingénieur Perrache chargé de l'aménagement du quartier avait, dans un premier temps, songé à la nommer Rue de Sophocle.
En 1877 fut construite la chapelle située au N°12 pour les Sœurs de l'Adoration réparatrice. La chapelle est aujourd'hui dédiée à Paul Couturier, car ce dernier y lança en 1935 la semaine de prière pour l'unité des chrétiens,. La chapelle et le foyer d'étudiants qui lui est attenant sont aujourd'hui gérés par la Communauté du Chemin Neuf.
En 1925 fut construit par l'architecte Charles Meysson (également auteur des portails du Parc de la Tête-d'Or) le central téléphonique Ampère situé au nord de la rue. Le bâtiment a été réhabilité en 2005 pour être transformé en logements haut de gamme,.
La CRÉAD, une école privée d'architecture intérieure et de design y est établie depuis 1972.

## Accessibilité
Ce site est desservi par les stations de métro Perrache et Ampère - Victor Hugo.
- La gare de Lyon-Perrache est située à l'extrémité sud de la place Carnot, donc à peu de distance de la rue Henri IV.
- La ligne S1 croise la rue Henri IV et la dessert à hauteur de la place Ampère.
- Plusieurs stations de Vélo'v sont situées dans la rue ou à proximité :
  - 2003 - Place Ampère - Angle Henri IV
  - 2022 - Place Carnot - Angle rue Plessier
  - 2023 - Hugo / Ste Hélène - Entre rue Victor Hugo et rue d'Auvergne
  - 2038 - Hugo / Ainay - 16 rue des remparts d'Ainay, angle rue Victor Hugo

### Articles externes
- Rues de Lyon
- Les rues de Lyon